# 1911 w muzyce
Wydarzenia muzyczne w 1911 roku.

## Urodzili się
- 1 stycznia
  - Daňatar Öwezow, turkmeński kompozytor (zm. 1966)
  - Roman Totenberg, polski skrzypek i pedagog (zm. 2012)
- 8 stycznia – Andrej Očenáš, słowacki kompozytor (zm. 1995)
- 12 stycznia – Bolesław Piekarski, litewski dyrygent i pedagog (zm. 1971)
- 16 stycznia – Antoni Majak, polski śpiewak operowy (bas), aktor, reżyser teatralny i pedagog muzyczny (zm. 1994)
- 18 stycznia – Danny Kaye, amerykański aktor filmowy i piosenkarz (zm. 1987)
- 26 stycznia – Norbert Schultze, niemiecki kompozytor (zm. 2002)
- 29 stycznia – Bronisław Gimpel, polsko-amerykański skrzypek i pedagog muzyczny żydowskiego pochodzenia (zm. 1979)
- 30 stycznia – Roy Eldridge, amerykański trębacz jazzowy (zm. 1989)
- 2 lutego – Maria Bilińska-Riegerowa, polska pianistka i pedagog (zm. 1969)
- 3 lutego – Jehan Alain, francuski kompozytor (zm. 1940)
- 5 lutego – Jussi Björling, szwedzki śpiewak operowy (tenor) (zm. 1960)
- 12 lutego – Wanda Szajowska, polska pianistka i superstulatka (zm. 2022)
- 26 lutego – Kazimierz Poreda, polski śpiewak operowy (bas) (zm. 1990)
- 28 lutego – Bernd Scholz, niemiecki kompozytor (zm. 1969)
- 6 marca lub 3 czerwca – Michał Fereszko, polski pianista, kompozytor i aranżer żydowskiego pochodzenia (zm. 1942)
- 7 marca – Stefan Kisielewski, polski kompozytor, powieściopisarz, publicysta (zm. 1991)
- 8 marca – Alan Hovhaness, amerykański kompozytor pochodzenia ormiańskiego (zm. 2000)
- 9 marca – Clara Rockmore, rosyjsko-amerykańska skrzypaczka i thereministka pochodzenia litewsko-żydowskiego (zm. 1998)
- 13 marca – José Ardévol, kubański kompozytor i dyrygent pochodzenia hiszpańskiego (zm. 1981)
- 19 marca
  - Jerzy Jurandot, polski poeta, dramaturg, satyryk i autor tekstów piosenek (zm. 1979)
  - Włada Majewska, polska dziennikarka radiowa, aktorka i pieśniarka, działaczka emigracyjna (zm. 2011)
- 24 marca – Edgar Arro, estoński kompozytor (zm. 1978)
- 31 marca – Elisabeth Grümmer, niemiecka śpiewaczka (sopran liryczny) (zm. 1986)
- 21 kwietnia – Leonard Warren, amerykański śpiewak operowy (baryton) (zm. 1960)
- 8 maja – Robert Johnson, amerykański muzyk, gitarzysta, wokalista, autor tekstów (zm. 1938)
- 10 maja – Helge Pahlman, fiński muzyk orkiestrowy i kompozytor muzyki tanecznej (zm. 1976)
- 18 maja – Big Joe Turner, czarnoskóry bluesman amerykański związany z takimi stylami jak jump i screaming blues (zm. 1985)
- 28 maja – Jadwiga Szamotulska, polska pianistka (zm. 1981)
- 31 maja – Maryla Jonasówna, polska pianistka żydowskiego pochodzenia (zm. 1959)
- 1 czerwca – Jan Sztwiertnia, polski pedagog, kompozytor (zm. 1940)
- 8 czerwca – Bronisław Młodziejowski, polski muzyk, pianista, dyrygent, ofiara zbrodni katyńskiej (zm. 1940)
- 21 czerwca – Aleksander Marczewski, polski kompozytor, dyrygent i organista (zm. 1981)
- 29 czerwca – Bernard Herrmann, amerykański kompozytor muzyki filmowej (zm. 1975)
- 4 lipca
  - Franco Ferrara, włoski dyrygent (zm. 1985)
  - Mitch Miller, amerykański muzyk, śpiewak, dyrygent i producent muzyczny (zm. 2010)
  - Francesco Molinari-Pradelli, włoski dyrygent (zm. 1996)
- 2 lipca – Henryk Kowalski, polski skrzypek pochodzenia żydowskiego (zm. 1982)
- 5 lipca – Bohdan Wodiczko, polski dyrygent i pedagog muzyczny (zm. 1985)
- 6 lipca – Czesław Grudziński, polski kompozytor i pedagog (zm. 1992)
- 7 lipca – Gian Carlo Menotti, amerykański kompozytor muzyki poważnej i librecista (zm. 2007)
- 16 lipca – Ginger Rogers, amerykańska aktorka i tancerka (zm. 1995)
- 17 lipca – Lionel Ferbos, amerykański trębacz jazzowy (zm. 2014)
- 29 lipca – Ján Cikker, słowacki kompozytor i pedagog (zm. 1989)
- 8 września – Tomasz Kiesewetter, polski kompozytor i dyrygent (zm. 1992)
- 10 września – Nelly Omar, argentyńska piosenkarka i aktorka (zm. 2013)
- 19 września – Allan Pettersson, szwedzki kompozytor (zm. 1980)
- 24 września – Marie Kraja, albańska śpiewaczka operowa (sopran liryczny) (zm. 1999)
- 28 września – Wacław Stępień, polski satyryk, autor rewii, komedii muzycznych i piosenek (zm. 1993)
- 6 października – Jo Jones, amerykański perkusista jazzowy (zm. 1985)
- 7 października – Vaughn Monroe, amerykański piosenkarz, trębacz, lider zespołu (zm. 1973)
- 13 października – André Navarra, francuski wiolonczelista (zm. 1988)
- 26 października – Mahalia Jackson, amerykańska wokalistka śpiewająca gospel (zm. 1972)
- 3 listopada – Vladimir Ussachevsky, amerykański kompozytor rosyjskiego pochodzenia, twórca eksperymentalnej muzyki elektronicznej (zm. 1990)
- 5 listopada – Maria Stader, właśc. Maria Molnár, szwajcarska śpiewaczka operowa pochodzenia węgierskiego (sopran) (zm. 1999)
- 12 listopada – Buck Clayton, amerykański trębacz jazzowy (zm. 1991)
- 14 listopada – Antoni Szuniewicz, polski organista, kompozytor, dyrygent, chórmistrz i pedagog (zm. 1987)
- 24 listopada – Erik Bergman, fiński kompozytor, organista, dyrygent i pedagog wywodzący się z mniejszości szwedzkojęzycznej (zm. 2006)
- 25 listopada – Józef Jakac, polski organista, kompozytor i pedagog (zm. 1995)
- 28 listopada
  - Margita Česányiová, słowacka śpiewaczka operowa (sopran) (zm. 2007)
  - Albert Harris, polski pianista, kompozytor, autor tekstów piosenek i piosenkarz (zm. 1974)
- 3 grudnia – Nino Rota, włoski kompozytor muzyki filmowej (zm. 1979)
- 5 grudnia – Władysław Szpilman, polski pianista (zm. 2000)
- 15 grudnia – Stan Kenton, amerykański pianista jazzowy (zm. 1979)
- 17 grudnia – André Claveau, francuski piosenkarz (zm. 2003)
- 21 grudnia – Paul Burkhard, szwajcarski kompozytor, pianista i dyrygent (zm. 1977)

Data dzienna nieznana
- Tadeusz Wituski, polski pianista i pedagog (zm. 1994)

## Zmarli
- 20 marca – Jean-Théodore Radoux, belgijski kompozytor i pedagog (ur. 1835)
- 29 marca – Alexandre Guilmant, francuski organista i kompozytor (ur. 1837)
- 10 kwietnia – Mikalojus Konstantinas Čiurlionis, litewski kompozytor, malarz i grafik (ur. 1875)
- 11 kwietnia – Władysław Floriański, polski śpiewak (tenor) i reżyser operowy (ur. 1854)
- 15 kwietnia – Wilma Neruda, morawska skrzypaczka (ur. 1838)
- 18 maja – Gustav Mahler, austriacki kompozytor i dyrygent (ur. 1860)
- 29 maja – W.S. Gilbert, angielski dramatopisarz, librecista oraz poeta (ur. 1836)
- 14 czerwca – Johan Svendsen, norweski kompozytor, dyrygent i skrzypek (ur. 1840)
- 18 czerwca – Franjo Kuhač, chorwacki etnomuzykolog (ur. 1834)
- 2 lipca – Felix Mottl, austriacki dyrygent (ur. 1856)
- 6 lipca – Kazimierz Hofman, polski pianista, kompozytor i pedagog (ur. 1842)
- 24 lipca – Władysław Fierek, polski kompozytor i pedagog (ur. 1838)
- 8 października – Max Filke, niemiecki organista i kompozytor (ur. 1855)